# Kai Niggemann
Kai Niggemann (* 10. Juli 1972 in Bochum) ist ein deutscher Komponist, Produzent und Sounddesigner. 

## Leben
Niggemann arbeitet als Solokünstler und mit verschiedenen Gruppen und Ensembles. Unter anderem ist er Teil der Musikgruppe The Dorf, einer Großformation mit Basis im Ruhrgebiet aus den Bereichen Jazz, Krautrock und experimenteller Musik. Er produziert Ambient mit dem Improvisateur Henning Pertiet in der Musikgruppe GRAT. Er ist Mitglied des Projekts Resonator und war Komponist und Performer für das Laptop/Netzwerkmusik-Ensemble European Bridges Ensemble (mehr dazu im Eintrag über die interaktive Kompositionsumgebung Quintet.net), bis zu dessen Auflösung im Jahr 2014 sowie Audiodesigner für das Theaterlabel Ohrpilot. Zusammen mit Oliver Froning/Dune (Band) produziert er für das eigene Label Rawcanine records und den Künstler MGness. 
Er komponiert und produziert Musik für Theater für Stadttheater, Landesbühne, Staatstheater und in der Freien Szene, sowohl für Kinder- und Jugendtheater als auch für Erwachsene. Mit der Regisseurin Ruth Schultz gründete er als Musikalischer Leiter 2009 das Produktionslabel Paradeiser Productions. Er hat einen Lehrauftrag der Kunstakademie Münster für Klanggestaltung inne. Für seine experimentelle Musik spezialisierte er sich auf die Buchla 200e Electric Music Box, einen modularen Synthesizer, der die sehr spezifischen Ideen zu Klangerzeugung und Manipulation (vor allem die Erzeugung von zufälligen Steuersignalen) seines Erfinders Don Buchla zur musikalischen Nutzung verfügbar macht.

## Diskografie
- GRAT (Kai Niggemann & Henning Pertiet): Chaosmagic, CD & digital, (WAF80music, 2019)
- Drop The Beat (CD16), (V.A.), CD, (Edition DEGEM, 2018)
- Sans Contact (V.A.), digital, (Ante Rasa, 2018)
- Kai Niggemann: HEART MURMUR (10"), (WAF80music, Kalakuta Soul Records, 2018)
- Strategies Against Totalitarianism: an ACLU fundraiser compilation, (V.A.), digital, (Voidstar Productions, 2017[11])
- A S S (Jochen Arbeit/Günter Schickert/Schneider TM), Vinyl, CD, digital, (Bureau B, 2016) (Kai Niggemann als Gast mit Buchla auf dem Stück "Acetyl"[12])
- Escape (CD14), (V.A.), CD, Edition DEGEM, 2016)
- Redshift Orchestra (Kai Niggemann & Mia Zabelka): Thinking Light EP, digital, (WAF80music, 2016)
- Kai Niggemann & Nils Quak: Ein Abend am Modularen Synthesizer Kassette, (Ana Ott, 2016)
- Grenzen (CD13) (V.A.), CD, (Edition DEGEM, 2015)
- Resonator: Trust, CD, (WAF80music, 2012)
- European Bridges Ensemble (Stewart Collinson, Georg Hajdu, Johannes Kretz, Kai Niggemann, Ivana Ogjnanovic, Adam Siska, Andrea Szigetvari): Quintessence, DVD, (ohne Label), 2007
- Canine feat. Julia Maronde: In dieser Nacht (WAF80music, 2006)
- Kai Niggemann: Catwalk, digital (WAF80music, 2006)
- Resonator: "Red Room Diner" CD, (WAF80music, 2003)
- Nicon: Orange Glow, CD (WAF80music, 2003)
- MGness Re:EP (12"), (Rawcanine Records, 2003)